# Stiftung Zeit für Menschen
Die Stiftung Zeit für Menschen wurde im April 2004 auf Initiative der Samariterstiftung von 43 Vertretern aus Politik, Wirtschaft und Gesellschaft gegründet. Stand 2017 wird die Stiftung durch rund 300 Stiftern getragen, rund 70 Engagierte aus Wirtschaft, Politik und Bürgerschaft tragen im Stiftungsrat und den örtlichen Tochterstiftungen ehrenamtlich Leitungsverantwortung.
Die Stiftung hat zum Ziel, durch die Anregung, Entwicklung und Unterstützung ehrenamtlichen Engagements zusätzliche Zeit für alte, behinderte und kranke Menschen in den örtlichen Gemeinden zu schaffen. So organisiert und initiiert sie Bürgerengagement, unterstützt die Schulung, Anleitung und Begleitung der Ehrenamtlichen und entwickelt neue Formen ehrenamtlichen Engagements, zum Beispiel Projekte mit Firmenbelegschaften. Sie veranstaltet Tagungen und trägt durch Veranstaltungen zu sozialen Themen zur Entwicklung der Zivilgesellschaft bei.
Sitz der Stiftung ist Nürtingen.
Tochterstiftungen:
- Münsinger Alb Stiftung – Zeit für Menschen
- Leonberger Stiftung – Zeit für Menschen
- Jugendsozial Stiftung – Zeit für Menschen
- IST METZ Stiftung – Zeit für Menschen
- Seino Stiftung – Zeit für Menschen
- Feuerbacher Stiftung – Zeit für Menschen
- Pfullinger Stiftung – Zeit für Menschen